# Ikarus 412
L'Ikarus 412 è un modello di autobus realizzato in Ungheria a partire dal 1996.

## Caratteristiche
Costruito dalla Ikarus, è un veicolo a due assi lungo 12 metri con guida a sinistra, 3 porte rototraslanti, grande parabrezza rettangolare sormontato da un display luminoso, indicante numero di linea e percorso.

## Diffusione
Il modello è presente principalmente nelle nazioni dell'Europa orientale come Ungheria (molti esemplari nel BKV di Budapest) e Romania.

## Altre versioni
Anche il moderno filobus Ikarus 412T è presente a Budapest, in Ungheria.

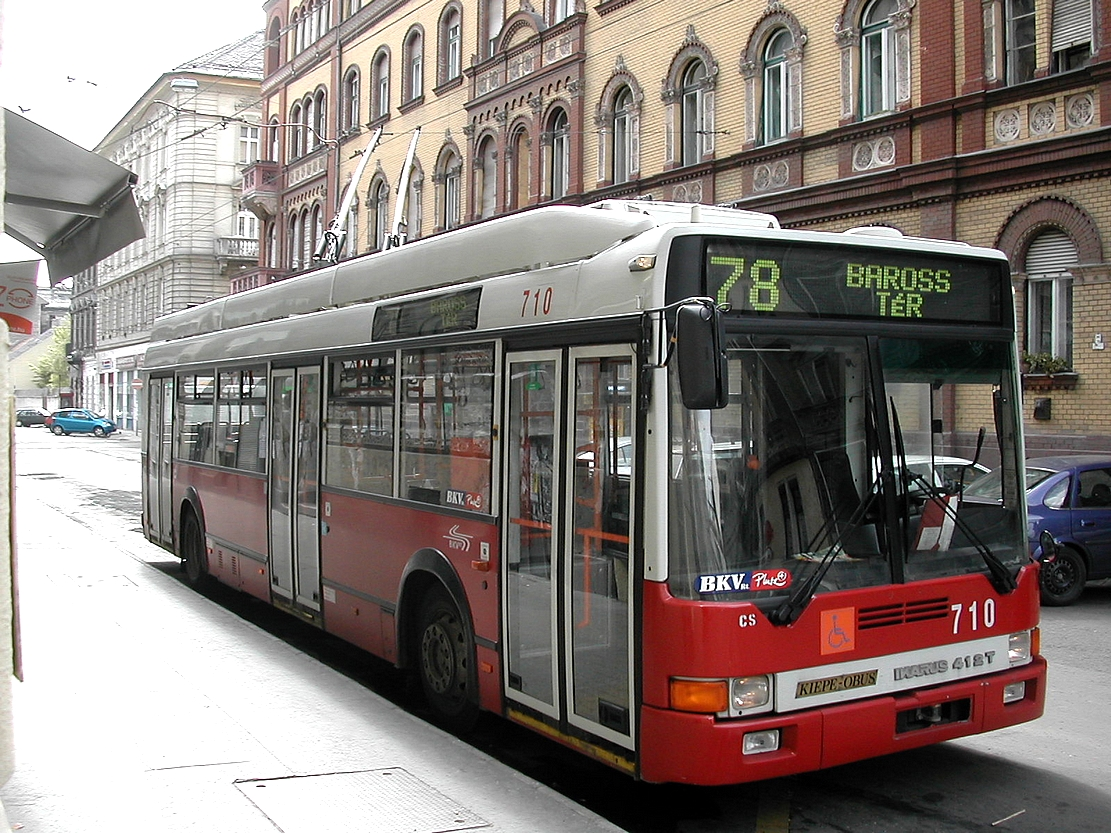
Budapest: filobus Ikarus 412T del BKV n. 710 sulla linea 78